# Novo Sarajevo

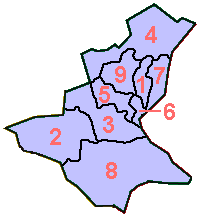
Nr. 6 auf der Karte des
Kantons Sarajevo

Novo Sarajevo (serbisch-kyrillisch Ново Сарајево; „Neu-Sarajevo“) ist eine von neun Gemeinden des Kantons Sarajevo und eine der vier Gemeinden der Stadt Sarajevo.
Es grenzt an die Gemeinden Sarajevo-Centar, Sarajevo-Novi Grad und an die Gemeinde Vogošća, die kein Teil von Sarajevo ist. Die Fläche der Gemeinde beträgt 11,43 km². Novo Sarajevo hat 68.802 Einwohner (Stand 2013).

## Geschichte
Vor dem Bosnienkrieg hatte die Gemeinde eine Fläche von 47,15 km² und 95.089 Einwohner. Nach Bevölkerung war sie damit eine der größten in Bosnien und Herzegowina. Rund 40 % der Leute waren in Industriebetrieben beschäftigt. Seit der Belagerung von Sarajevo lag die Wirtschaft am Boden. Zehn Jahre nach dem Dayton-Abkommen wurde in der Gemeinde mit der Umstrukturierung der Wirtschaft, dem Wiederaufbau der zerstörten Anlagen und der Privatisierung begonnen.
Die Gemeinde Novo Sarajevo besteht aus folgenden Siedlungsteilen: Pofalići I, Pofalići II, Velešići, Gornji Velešići, Željeznička, Dolac Malta, Čengić Vila I, Kvadrant, Čengić Vila II, Hrasno, Hrasno Brdo, Trg Heroja, Grbavica I, Grbavica II, Kovačići und Gornji Kovačići.
Nach der Unterzeichnung des Dayton-Abkommens kam der kleinere Teil der Gemeinde Novo Sarajevo zur Föderation Bosnien und Herzegowina, während der flächenmäßig größere Teil heute als Istočno Novo Sarajevo zur Republika Srpska gehört.

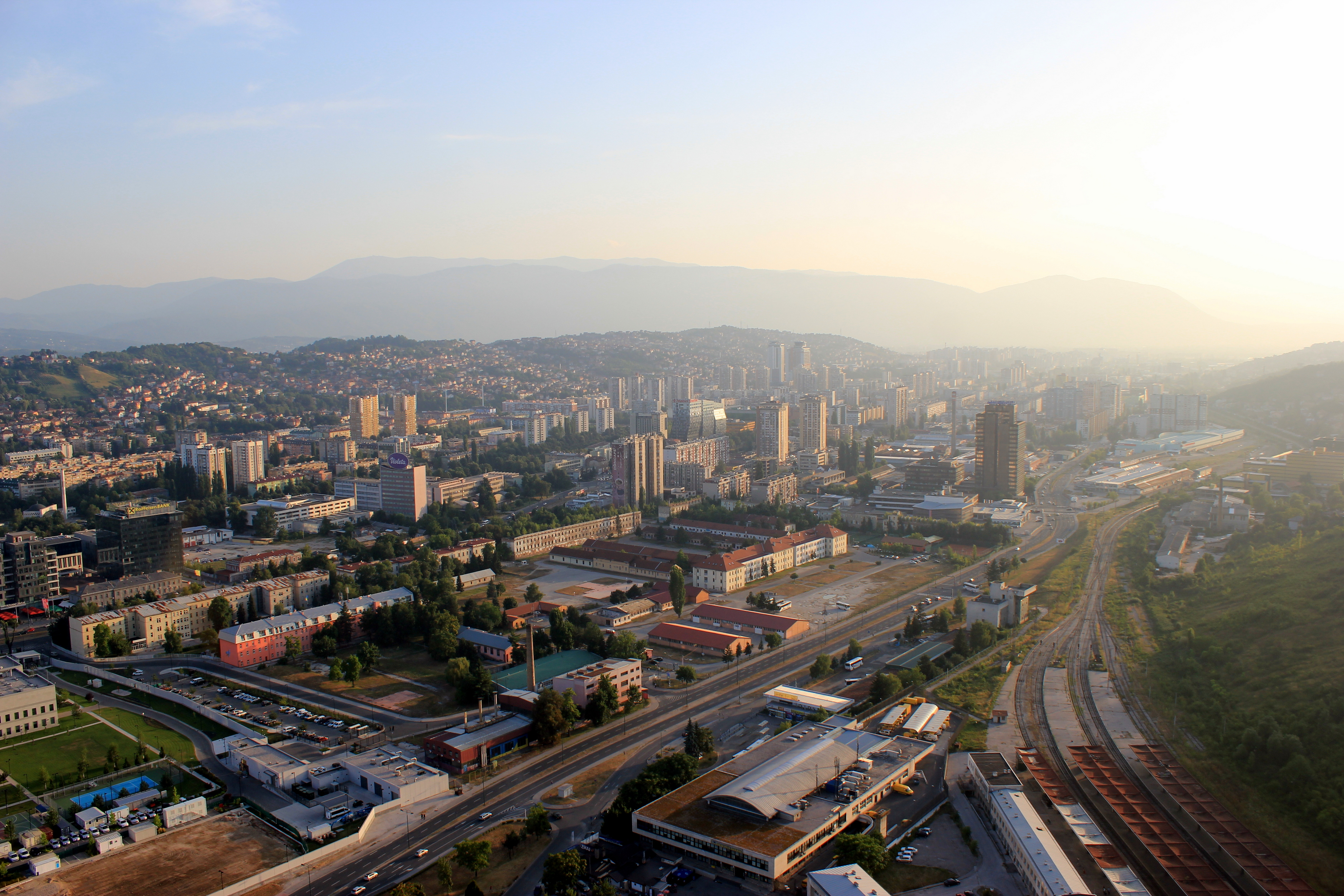
Blick vom Avaz Twist Tower auf Novo Sarajevo

## Bevölkerung
Bei der Volkszählung 1991 hatte die Gemeinde 95.089 Einwohner.

### Ethnische Zusammensetzung
- Bosniaken – 33.902 (35,65 %)
- Serben – 32.899 (34,59 %)
- Jugoslawen – 15.099 (15,87 %)
- Kroaten – 8.798 (9,25 %)
- andere – 4.391 (4,61 %)

## Wirtschaft
Vor dem Bosnienkrieg war Novo Sarajevo eine der wohlhabendsten und fortschrittlichsten Gemeinden in der Sozialistischen Republik Bosnien und Herzegowina. Im Krieg wurden jedoch fast alle Industrieanlagen zerstört, weshalb die Wirtschaft vollständig zu Grunde ging. Die Wirtschaft hat sich bis heute weitgehend erholt, und Novo Sarajevo kann wieder als eine der wohlhabenderen Gemeinden in Bosnien und Herzegowina gezählt werden. Die Arbeitslosenquote beträgt laut dem Arbeitsamt des Kantons Sarajevo 17,65 Prozent.